# 시마다 카호
시마다 카호(일본어: 島田 歌穂, 1963년 9월 19일 ~ )는 일본의 가수이자 뮤지컬 배우이다.

## 출연작

### TV 드라마
- 힘내라!! 로보콘 - 로빈 역

### 오리지널 비디오
- 불타라!! 로보콘 VS 힘내라!! 로보콘 - 로빈 역